# Pachet
Pachet (v egyptštině pḫt – ta, která škrábe) byla egyptská lví bohyně války.

## Původ a mytologie

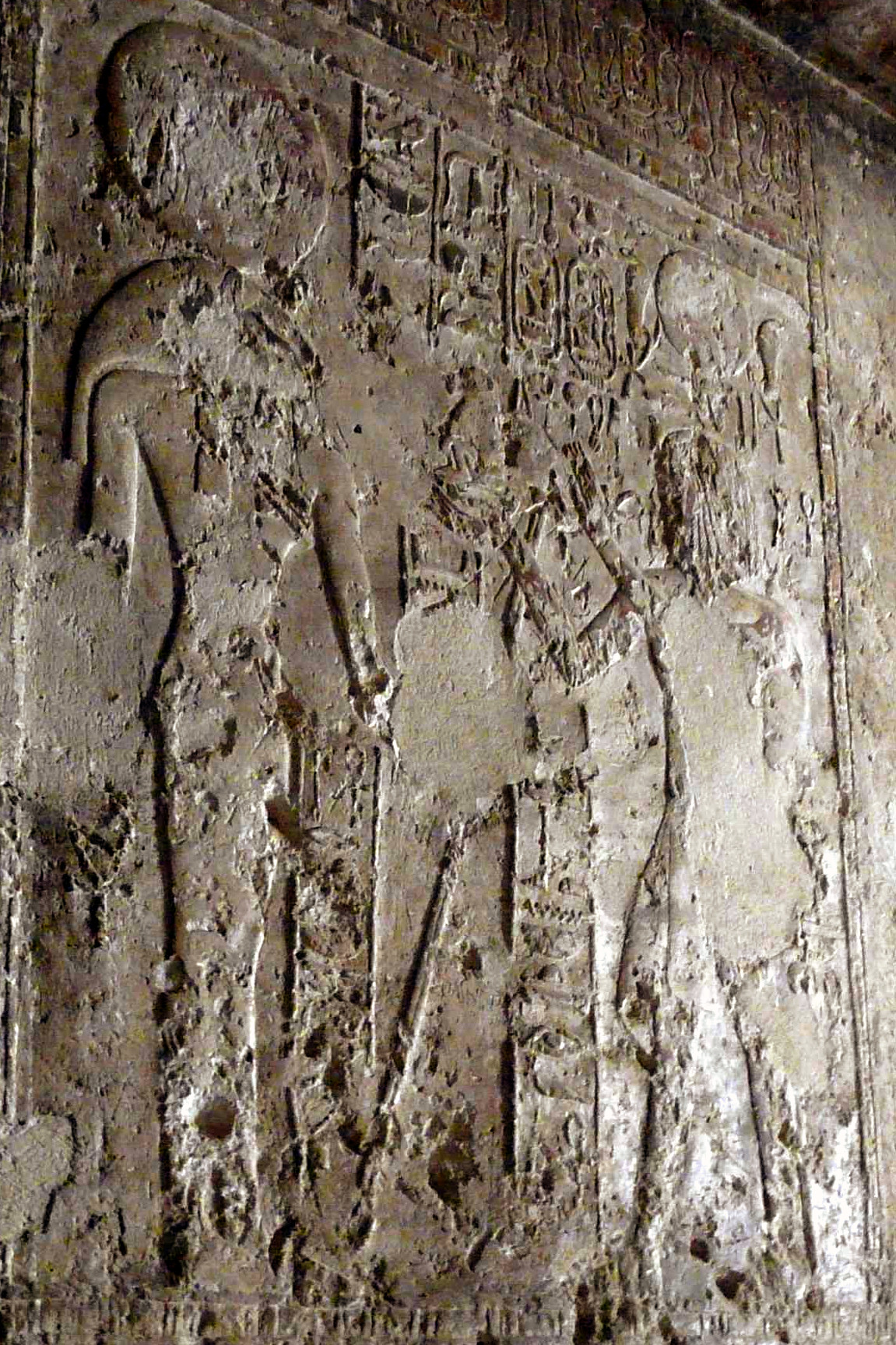
Seti I. a Pachet ze Speos Artemidos

Bohyně Pachet pravděpodobně patřila mezi egyptské lví božstvo. Obvykle bývá označována jako bohyně ústí vádí, neboť byla uctívána zejména lovci, kteří se pohybovali ve vyschlých korytech řek tzv. vádí. Dalším jejím tradičním jménem je Ta, která ukazuje cestu bouřkovým dešťům, což s největší pravděpodobností odkazuje na náboženské propojení Pachet s pravidelnými povodněmi, ke kterým v regionu docházelo v důsledku bouří. V egyptském panteonu se poprvé objevila v období Střední říše. Stejně jako Bastet a Sechmet je Pachet spjatá s egyptskou bohyní Hathor, díky čemuž bývá obvykle řazena mezi sluneční božstvo. Součástí její koruny je sluneční disk.
Podle staroegyptských pramenů byla lovkyní, která v noci putovala sama pouští, kde hledala kořist. Takto získala jméno Noční lovkyně s bystrým okem a špičatým drápem. Stejně jako bohyně Bastet byla ochránkyní mateřství.
V umění byla zobrazována jako žena s kočičí či lví hlavou, často při zabíjení hadů svými drápy. Plemenem zobrazené kočky byla nejčastěji kočka pouštní obdobně jako bohyně Bastet nebo kočkovitá šelma karakal, připomínající spíše bohyni Sechmet.

## Chrám poblíž al Minjá

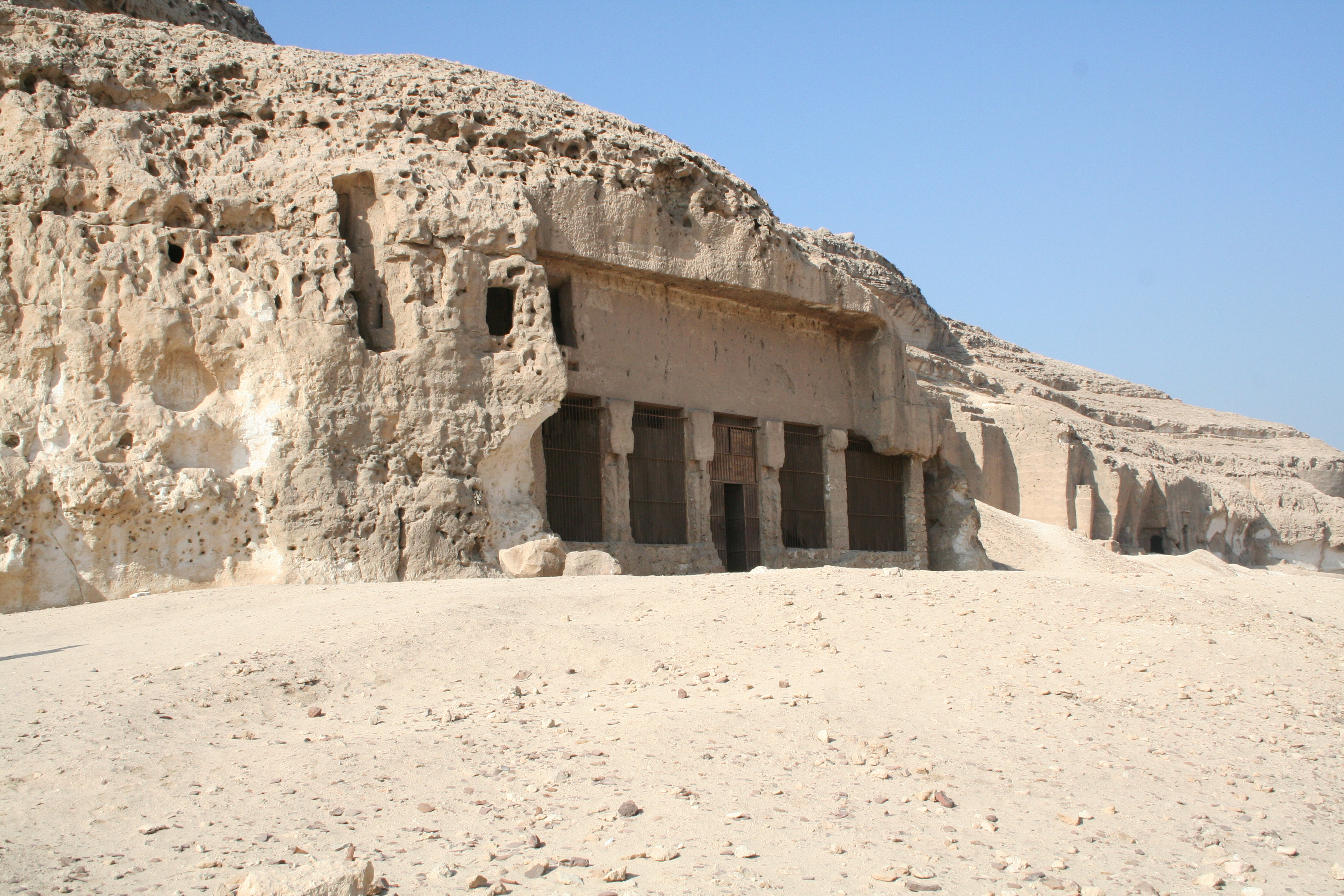
Skalní chrám Pachet postavený královnou Hatšepsut

Nejslavnějším dochovaným chrámem bohyně Pachet je jeskynní svatyně, kterou nechala postavit egyptská královna Hatšepsut poblíž města Al Minjá. Svatyně se nachází uprostřed Egypta, na východním břehu Nilu. Chrám byl netradičně postaven na východní straně svahu, ačkoliv byly egyptské chrámy z náboženských důvodů obvykle stavěny na západních svazích. Na stejném místě pravděpodobně dříve stál ještě starší chrám zasvěcený Pachet, ten se však nedochoval.
V dochovaných katakombách bylo pochováno velké množství mumifikovaných koček. Předpokládá se, že mnoho z nich bylo přivezeno ze vzdálených míst, aby mohly být pohřbeny během oslavných rituálů. Některé, v chámu nalezené, archeologické nálezy a hyeroglify spojují Pachet se staroegyptskou bohyní Weret Hekau. Jedno z dalších na místě nalezených hieroglyfických označení je i Horus-Pachet, které dokládá spojení s bohem nebes Horem. Tuto spojitost potvrzuje i přítomnost mnoha mumifikovaných orlů a jestřábů, kteří jsou považováni za symboly boha Hora.
Řečtí okupanti Egypta, kteří se do regionu dostali pod vedením Alexandra Velikého, bohyni Pachet považovali za vtělení řecké bohyně Artemis. Díky tomu podzemní chrám získal řecké jméno Speos Artemidos neboli Artemidina jeskyně. Jedná se o jedno ze jmen, které si chrám zachoval až do dnešních dní, ačkoliv Artemis není egyptskou bohyní. V průběhu 7. století našeho letopočtu byla do regionu importována také arabská jména a označení.